# Lignes régulières d'autocar au Royaume-Uni

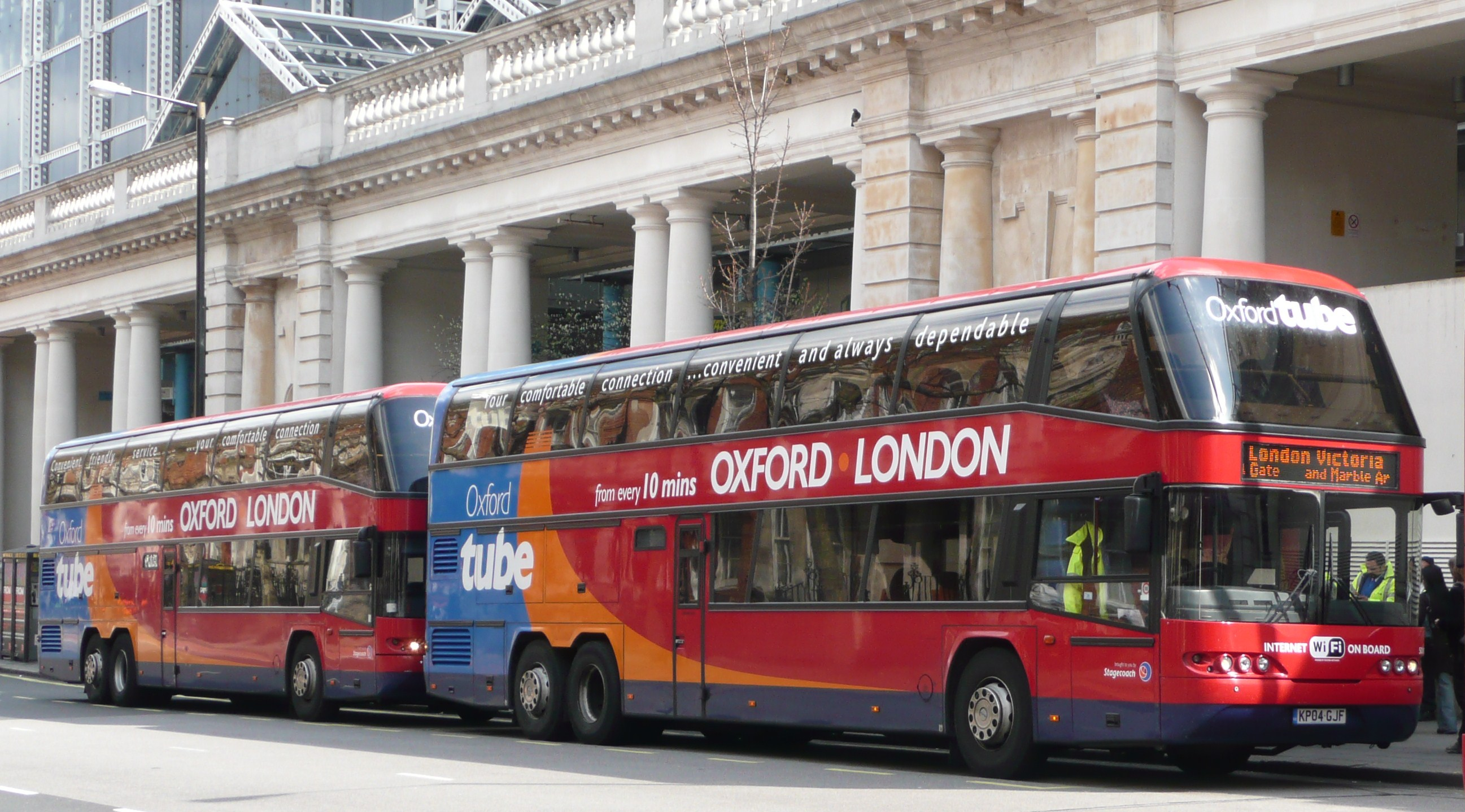
Two Oxford Tube vehicles at the Buckingham Palace Road terminus

Le Royaume-Uni dispose de lignes régulières d'autocar.

## Comparaison avec d'autres modes de transports
Les services réguliers d'autocars parcourent généralement des distances plus longues et avec moins d'arrêt que les trajets de bus urbains.
Dans les autocars britanniques il est fréquent qu'il soit nécessaire d'acheter le ticket à l'avance, alors que sur les bus urbains, il est possible de les acheter au moment du déplacement, (de manière électronique ou non électronique). La distinction n'est pas absolue, et certains services d'autocars spécifiquement en Écosse sont gérés comme des services de bus sur certaines sections de route où il n'y a pas d'autre service de bus.
Le transport par autocar est moins développé que celui par rail.

## Histoire

### Origines
Les premiers autocars à moteur ont été acquis par des sociétés qui géraient auparavant des déplacements avec des chevaux : par exemple, W. C. Standerwick of Blackpool a acheté son premier autocar à moteur en 1911 et Royal Blue de Bournemouth a acheté son premier autocar charabanc à moteur en 1913. Les autocars motorisés n'étaient alors utilisés que pour les seules excursions. En 1919 Royal Blue a profité de la grève du rail pou lancer des lignes d'autocar de Bournemouth à London. Le service a eu tellement de succès qu'il s'est développé rapidement. En 1920 le Minister of Transport; Eric Campbell Geddes, a été cité par le magazine Punch disant, «I think it would be a calamity if we did anything to prevent the economic use of charabancs» et a exprimé ses considérations au parlement sur les problèmes subis par les petites sociétés de charabanc et omnibus.

### Privatisation et compétition

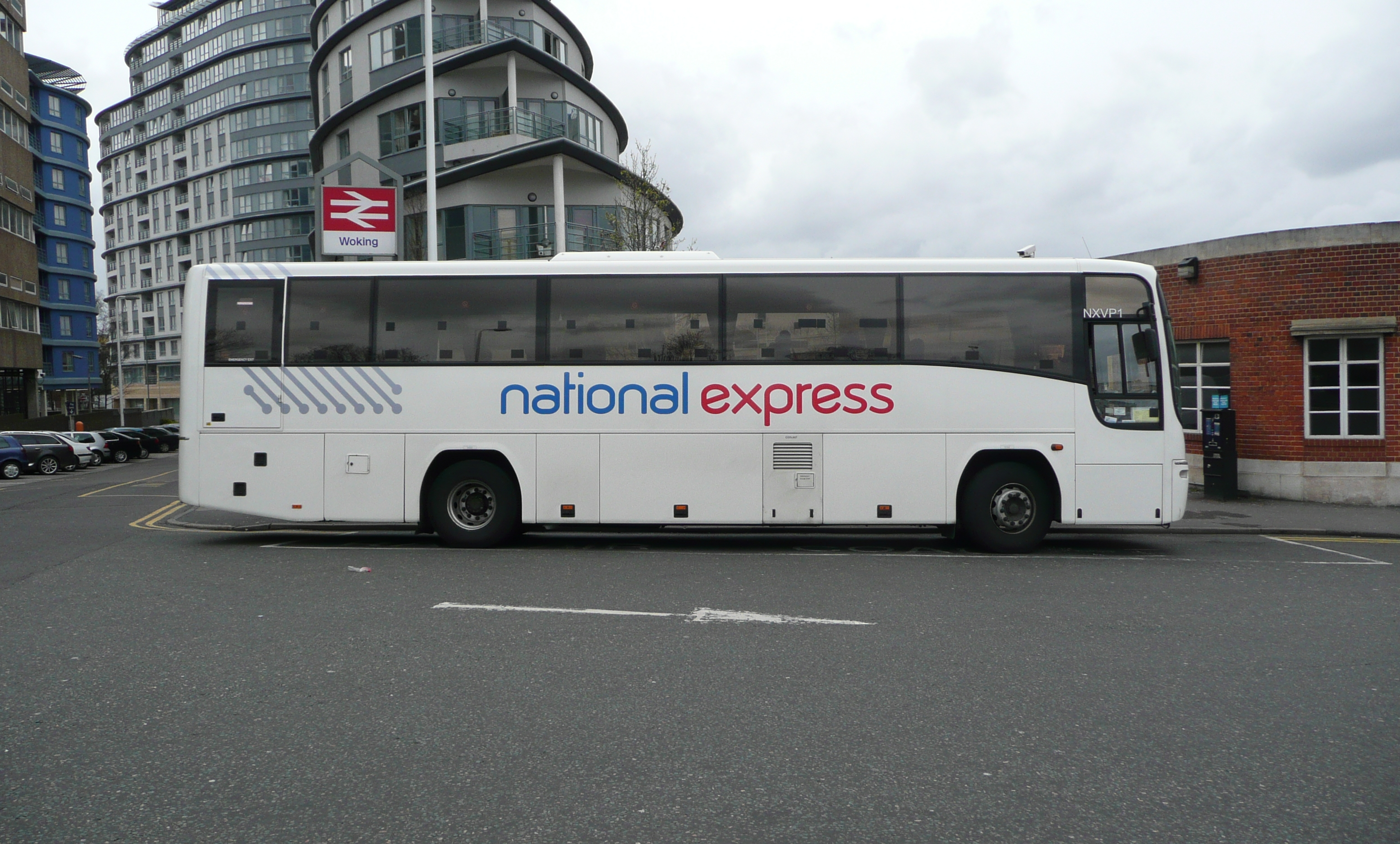
A National Express coach

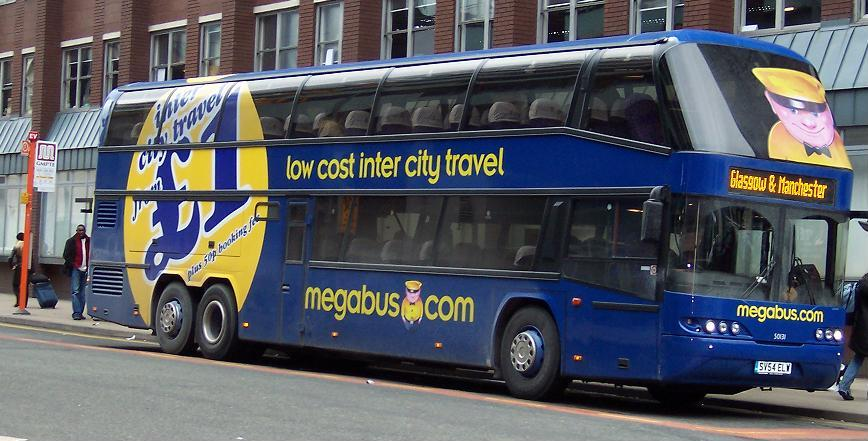
A Megabus double-decker

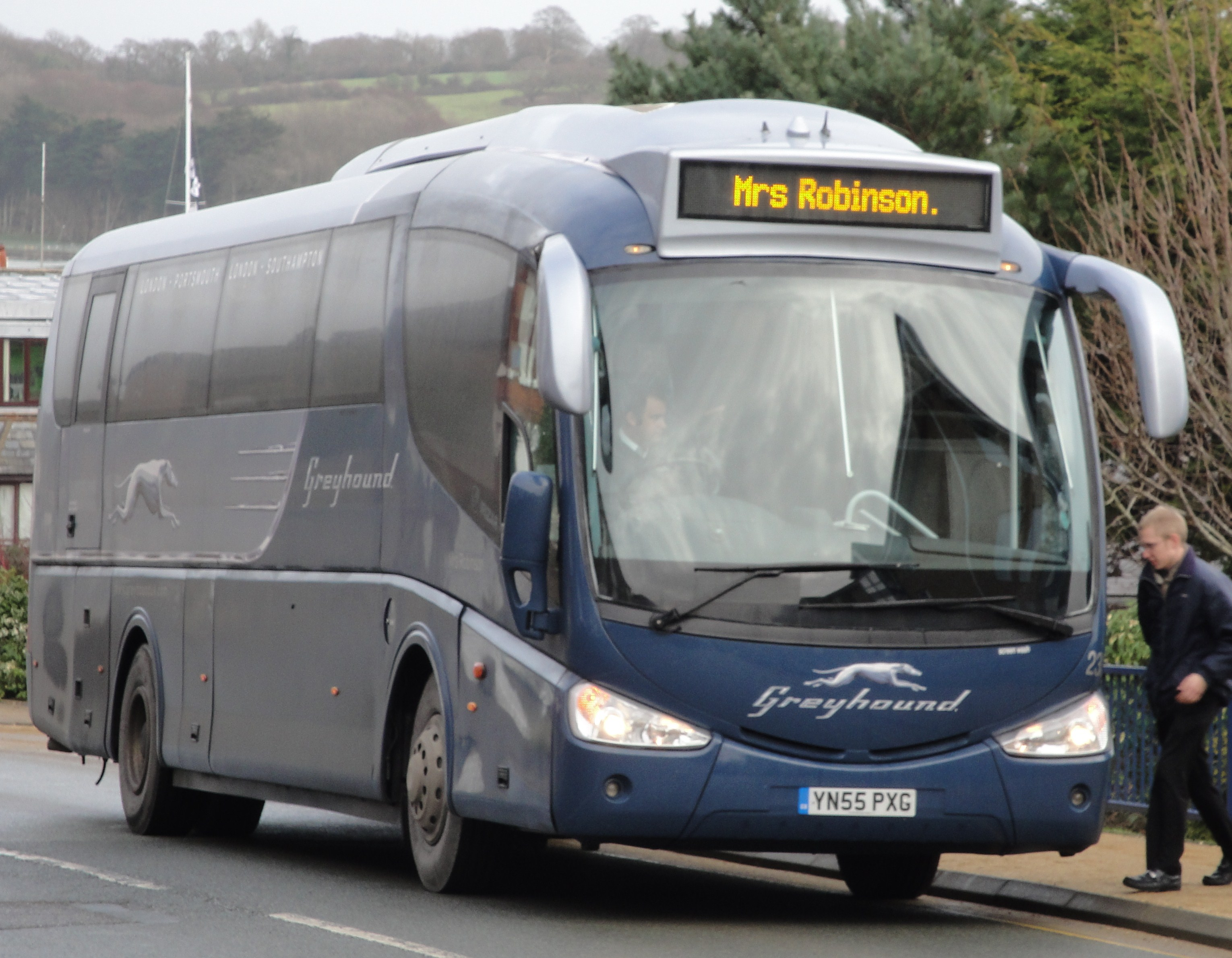
A Greyhound coach with leather seating, wifi and power points

Les lignes régulières d'autocar ont été dérégulées par la loi du Transport Act 1980 sous le gouvernement de Thatcher cinq années avant la dérégulation des services urbains de bus par le Transport Act 1985. Ceci a conduit à une floraison de sociétés d'exploitation d'autocars. La plus grande a été British Coachways, un consortium d'indépendants déjà établis, formé en 1980 pour concurrencer la National Express sur six routes. Il a été  disbanded en 1982. D'autres sociétés durèrent plus longtemps, mais n'ont pu rivaliser avec la position dominante de la National Express. Une exception a été la Oxford to London coach route, où deux sociétés (maintenant possédées par Stagecoach et par Go-Ahead Group) continuent de se concurrencer.
National Express a été vendue à son équipe dirigeante en 1988, et cotée au Stock Exchange en 1992. En 1985, Scottish Citylink a été créé pour gérer des liaisons d'autocar à destination et à l'intérieur de l'Écosse - en franchise, comme National Express. Elle a aussi été vendue à son équipe dirigeante en 1990, mais en 1993 elle a été vendue à National Express. En 1997, la Competition Commission a demandé à National Express de vendre Scottish Citylink, en suivant l' award du franchisé ScotRail à National Express. En 1998 Scottish Citylink a été vendue à ComfortDelGro Corporation.
Le premier Coachway interchange (Milton Keynes Coachway) a été ouvert à la fin des années 1970/début des années 1980. Les Coachways sont des constructions d'interchanges autocar à proximité des autoroutes et des routes principales de jonctions qui connectent aux transports locaux, de manière distincte des interchanges dans le milieu des villes.
Des limiteurs de vitesse ont été introduits dans les autocars en 1988. Ils ont d'abord été fixés à 113 km/h, mais ensuite réduits à 105 km/h en 1994. En 1993 dix personnes sont mortes dans un écrasement d'autocar sur l'autoroute M2 motorway, générant des appels pour rendre obligatoire le port de la ceinture de sécurité. (Depuis 2006 une réglementation rend obligatoire pour les passagers de plus de trois ans de porter une ceinture de sécurité si une est disponible. Une législation précédente ayant rendu obligatoire la présence de ceinture de sécurité dans tous les autocars).
En 2003, Stagecoach a commencé sa gestion de Megabus en Angleterre et en Écosse. Cela a ravivé la compétition nationale, et la guerre des prix.

## Sociétés d'autocar
Les principales sociétés d'autocar sont:
National
- Megabus, part de Stagecoach,
- National Express Coaches,
- Scottish Citylink,
- TrawsCymru,
- Ulsterbus,

Regional
- Greyhound UK,
- Oxford Bus Company,
- Oxford Tube (part de Stagecoach)
- Parks of Hamilton,
- Caledonian Travel[14],
- Scotland Coachlines,
- National Holidays[15],
- Travelstyle Tours[16],
- Stagecoach Express

Airport
- EasyBus,
- National Express,
- Oxford Bus Company,
- RailAir,
- Terravision,

Londres
- Armchair[17],
- Green Line,
- National Express,
- New Enterprise Coaches,
- et des sociétés indépendantes plus petites: Reliance Travel[18], Marshalls[19], Richmond's[20], Clarkes of London[21] et d'autres

International
- Alga et Autokar Polska, vers la Pologne
- Bohemian Lines et Turancar vers les républiques tchèques et slovaques
- Ecolines
- Eurobus Express, vers France, Belgium eu autres pays
- Eurolines, une société franchise
- OUIBUS,

National Express et Scottish Citylink sont principalement gérées avec franchise. Les autocars y sont gérés avec d'autres sociétés.
En plus, il existe aussi des sociétés d'autocar de tourisme, ou d'autocar charter.

## Principales gares routières

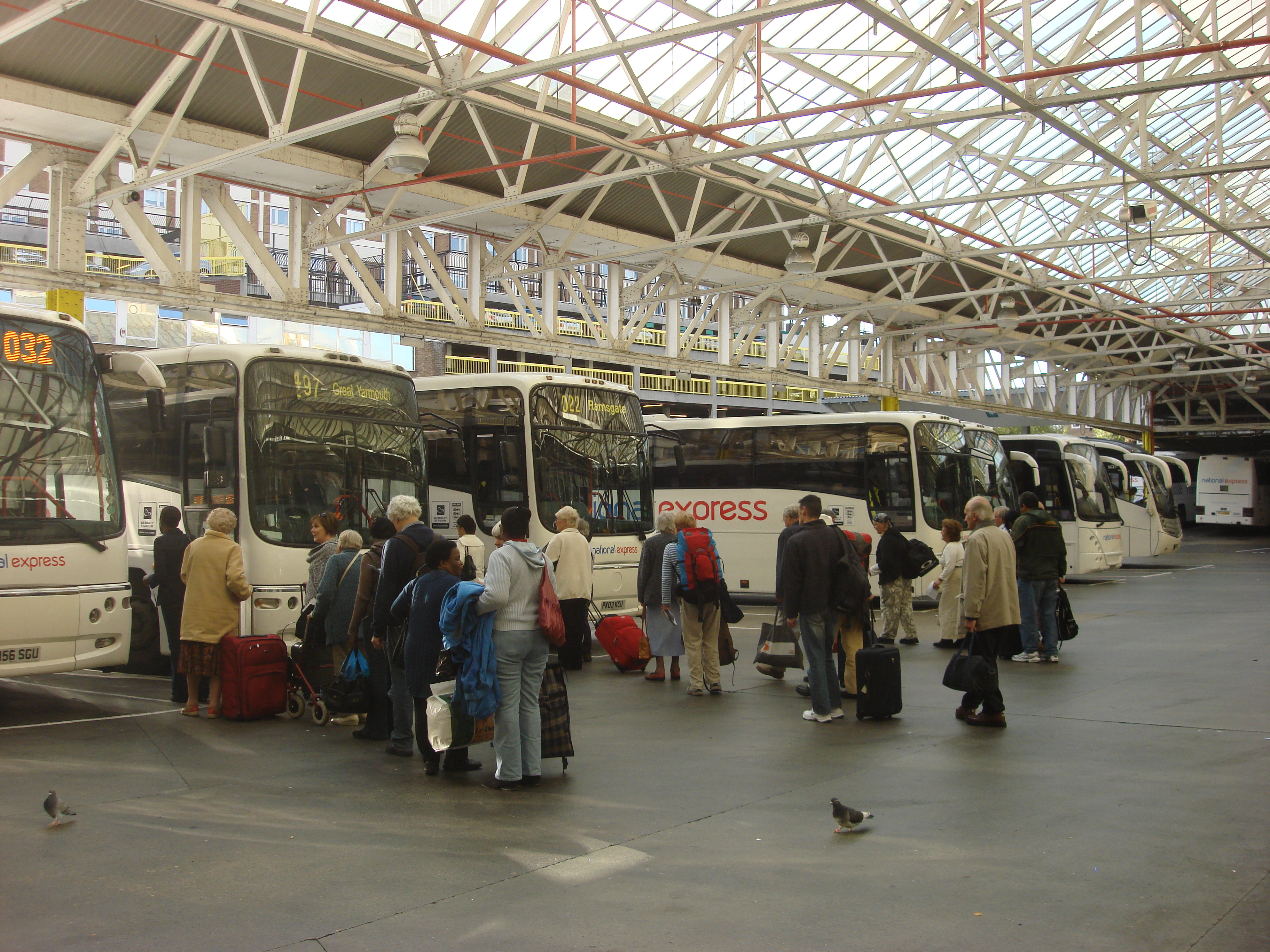
Quai d'embarquement des cars protégés sous une marquise

Les gares routières sont nombreuses, certains des plus notoires sont:
- Birmingham Coach Station
- Leeds Coach Station
- Heathrow airport central bus station
- Milton Keynes Coachway[22]
- Reading Coachway
- Victoria Coach Station
- Manchester Chorlton Street coach station
- Bournemouth Travel Interchange